# Rodange (Luksemburg)
Rodange (lb. Réiden op der Kor, Réideng; niem. Rodingen) – wieś (Uertschaft) w południowym Luksemburgu, w kantonie Esch-sur-Alzette, w gminie Pétange. Do 3 października 2015 miejscowość leżała w dystrykcie Luksemburg. Liczy 7620 mieszkańców (1 stycznia 2023). Leży przy granicy luksembursko-belgijsko-francuskiej.